# Vallée du Gesso
La vallée du Gesso (en italien valle Gesso, en occitan Val Ges), est une vallée du Piémont italien formée du vaste bassin du Gesso, fortement modelé par l'action des glaciers.
Elle est située dans la province de Coni, dans la portion du massif des Alpes maritimes où se situent ses plus hauts sommets (mont Argentera, 3 297 m). Géographiquement, elle constitue la charnière entre deux tronçons du massif perpendiculaires entre eux, puisqu'au nord se trouve la vallée de la Stura di Demonte issue d'une ligne de crête nord-sud, et à l'est le val Vermenagna issu d'une ligne de crête est-ouest. Au sud se trouvent les vallées de la Tinée, de la Vésubie et de la Roya, dans le département français des Alpes-Maritimes.
La longueur de la vallée est d'environ 25 km, de la crête frontière à la plaine du Pô qu'elle atteint à Borgo San Dalmazzo. Son territoire est divisé, de l'amont vers l'aval, entre les communes d'Entracque, Valdieri, Roaschia et Roccavione.

## Géographie

### Géomorphologie

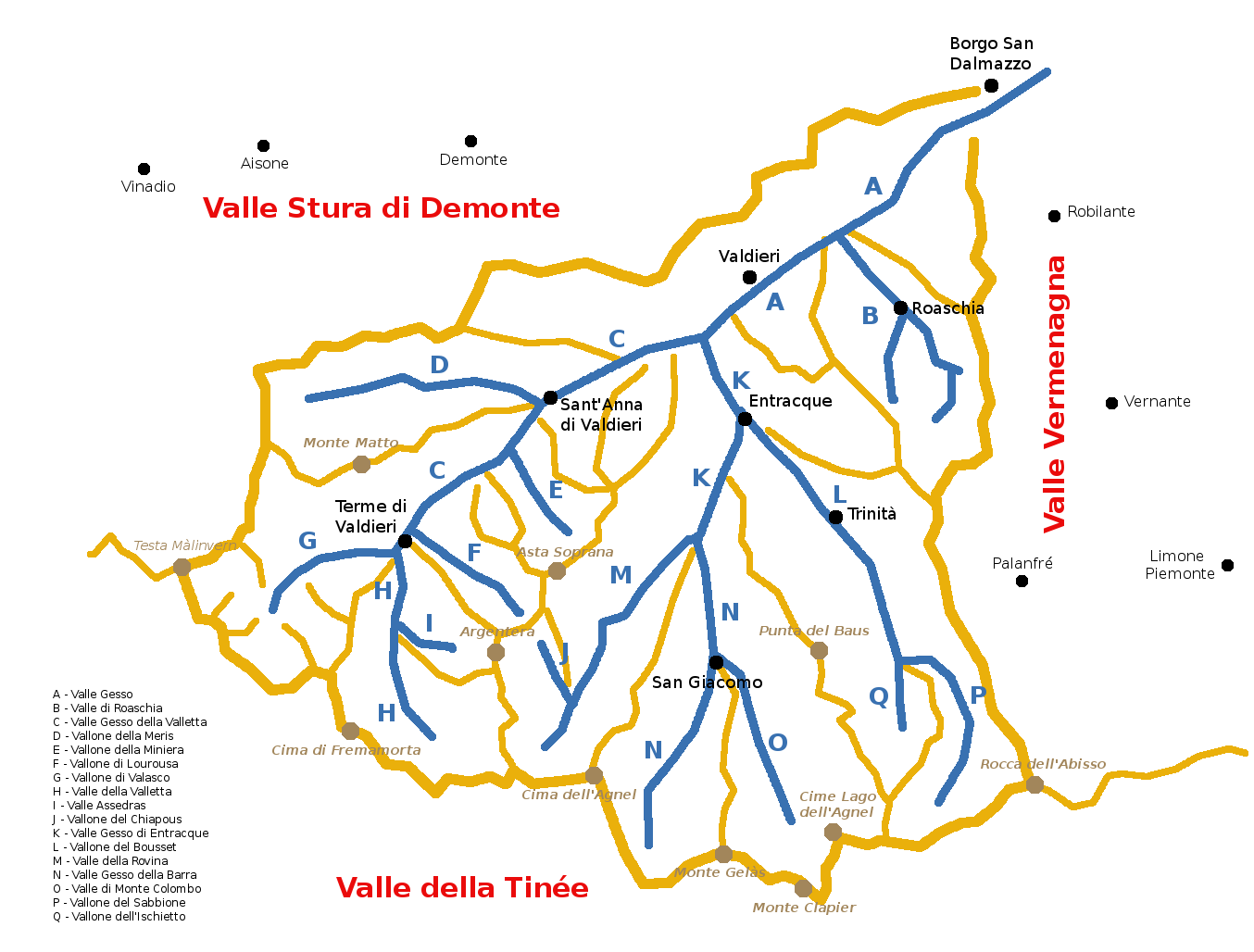
Schéma géomorphologique de la vallée du Gesso :
Lignes de crêtes : orange
Fonds de vallées : bleu
Centres habités : noir

De par sa position à l'intérieur de la courbure des Alpes, la vallée a une configuration assez complexe. Le fond de la vallée présente une série de ramifications successives, séparées par des crêtes secondaires de dimensions considérables : par exemple, la crête qui sépare le vallone della Meris du vallone di Valasco culmine au Monte Matto à presque 3 100 m d'altitude.
En partant du débouché de la vallée, à proximité de Borgo San Dalmazzo et du confluent avec le torrent Vermenagna, la vallée remonte vers le sud-ouest.
- À mi-chemin entre Borgo San Dalmazzo et Valdieri, la valle di Roaschia, où se trouve le village du même nom, se détache en direction du sud-est.

La vallée principale dépasse Valdieri, toujours en direction du sud-ouest, et bifurque après quelques kilomètres : une branche continue vers le sud-ouest sous le nom de valle Gesso della Valletta, et une autre vers le sud-est sous le nom de valle Gesso di Entracque. Jusqu'à cet embranchement, le fond de la vallée est très large.

#### Vallée du Gesso della Valletta
C'est la vallée qui, depuis l'embranchement, continue vers le sud-ouest. La vallée se rétrécit beaucoup et, à proximité de Sant'Anna di Valdieri, elle prend presque un caractère de gorge.
- À la hauteur de Sant'Anna di Valdieri, il se détache vers l'ouest le vallone della Meris qui conduit aux lacs della Sella, où se trouve le refuge Dante Livio Bianco.

La vallée du Gesso della Valletta continue vers le sud-ouest, toujours encaissée.
- Un peu en amont de Sant'Anna di Valdieri, il se détache vers le sud-est le vallone della Miniera, qui monte vers le sommet de l'Asta Soprana.

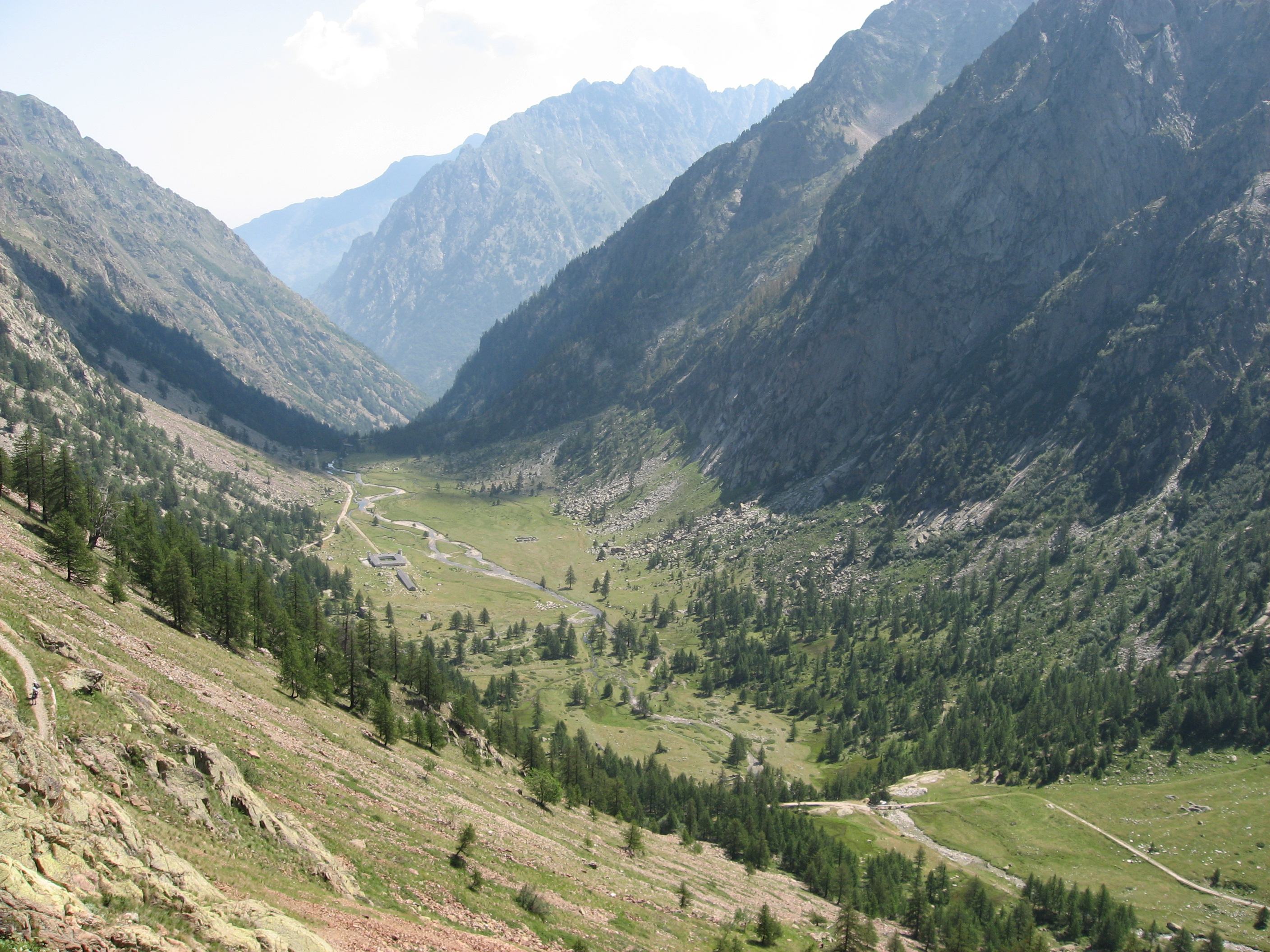
Le pian del Valasco dans le vallon du même nom.

La vallée rejoint les Terme di Valdieri, où elle s'élargit de nouveau et présente de nouveaux embranchements.
- Un peu en aval des thermes, le vallone di Lourousa part vers le sud-est et monte vers le passo del Chiapous, entre l'Argentera et l'Asta Soprana, et près duquel se trouve le refuge Morelli-Buzzi.
- Depuis les thermes, le vallone di Valasco part vers l'ouest puis le sud-ouest, passant par l'ancienne maison royale de chasse (aujourd'hui refuge Valasco), et rejoignant finalement le lac di Valscura et le lac delle Portette où se trouve le refuge Questa.

La vallée du Gesso della Valletta tourne par contre vers le sud à partir des thermes, prenant le nom de valle della Valletta, et elle monte vers la crête du partage des eaux avec la France ; au fond de la vallée se trouve le refuge Regina Elena. Du côté est, plusieurs vallons se détachent, de direction générale ouest-est et remontant vers la crête de l'Argentera, parmi lesquels :
- la valle dell'Argentera où se trouve le refuge Bozano ;
- le vallone Assedras où se trouve le refuge Remondino.

#### Vallée du Gesso di Entracque
C'est la vallée qui, depuis l'embranchement un peu en amont de Valdieri, remonte vers le sud-est, rejoignant bientôt le village d'Entracque où elle bifurque.
- La vallée principale tourne vers le sud-sud-ouest, dépasse le lac della Piastra, bassin artificiel créé par un barrage de l'Enel, et rejoint le lieu-dit ponte delle Rovine où il y a une nouvelle bifurcation.
  - La valle delle Rovine part vers le sud-ouest jusqu'au lac della Rovina, à l'altitude de 1 535 m ; de là, le fond de la vallée remonte en pente raide jusqu'au lac del Chiotas, bassin artificiel créé par l'Enel au moyen de deux barrages, et au lac Brocan à côté de lui. Le refuge Genova-Figari se trouve entre les deux lacs.
    - De là part vers le nord-nord-ouest un autre petit vallon, le vallone del Chiapous, qui monte au passo del Chiapous en atteignant le fond du vallone di Lourousa.

  - À partir du ponte delle Rovine, la vallée principale prend le nom de valle Gesso della Barra et continue vers le sud pendant quelques kilomètres jusqu'au hameau de San Giacomo, où il y a une nouvelle bifurcation.
    - La vallée principale continue vers le sud-ouest en direction du partage des eaux avec la France et de la cime du Gélas, au pied de laquelle se trouve le refuge Soria Ellena, et atteint le col de Fenestre.
    - Le vallone di monte Colombo se détache en direction de l'est, puis prend la direction sud-sud-est et monte vers la cime de la Malédie ; au fond du vallon se trouve le refuge Pagarì.
- Le vallone di Bousset continue par contre depuis Entracque vers le sud-est dans une large vallée pendant plusieurs kilomètres, jusqu'au lieu-dit gias d'Ischietto où elle présente un embranchement :
  - le vallone dell'Ischietto est un vallon secondaire qui part vers le sud,
  - le vallone del Sabbione part vers l'est, tourne bientôt vers le sud puis le sud-sud-est au pied de la Roche de l'Abisse en direction du partage des eaux avec la France, qu'il atteint au col du Sabion.

### Orographie
En raison de sa morphologie, la vallée est riche en crêtes et lignes de partage des eaux internes, en plus de celles qui la séparent des vallées environnantes.

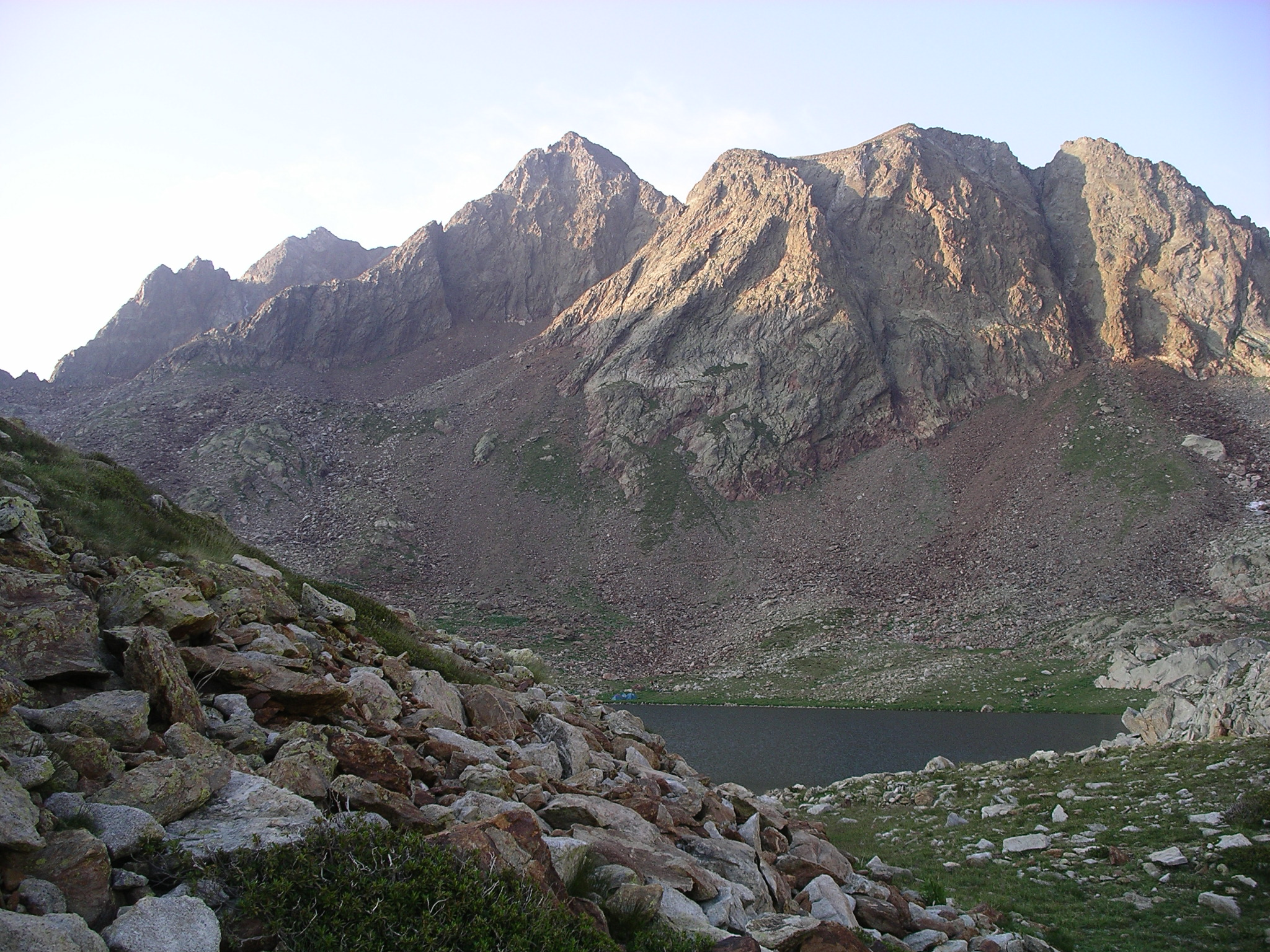
Le mont Malinvern vu depuis les lacs de Terre Rouge.

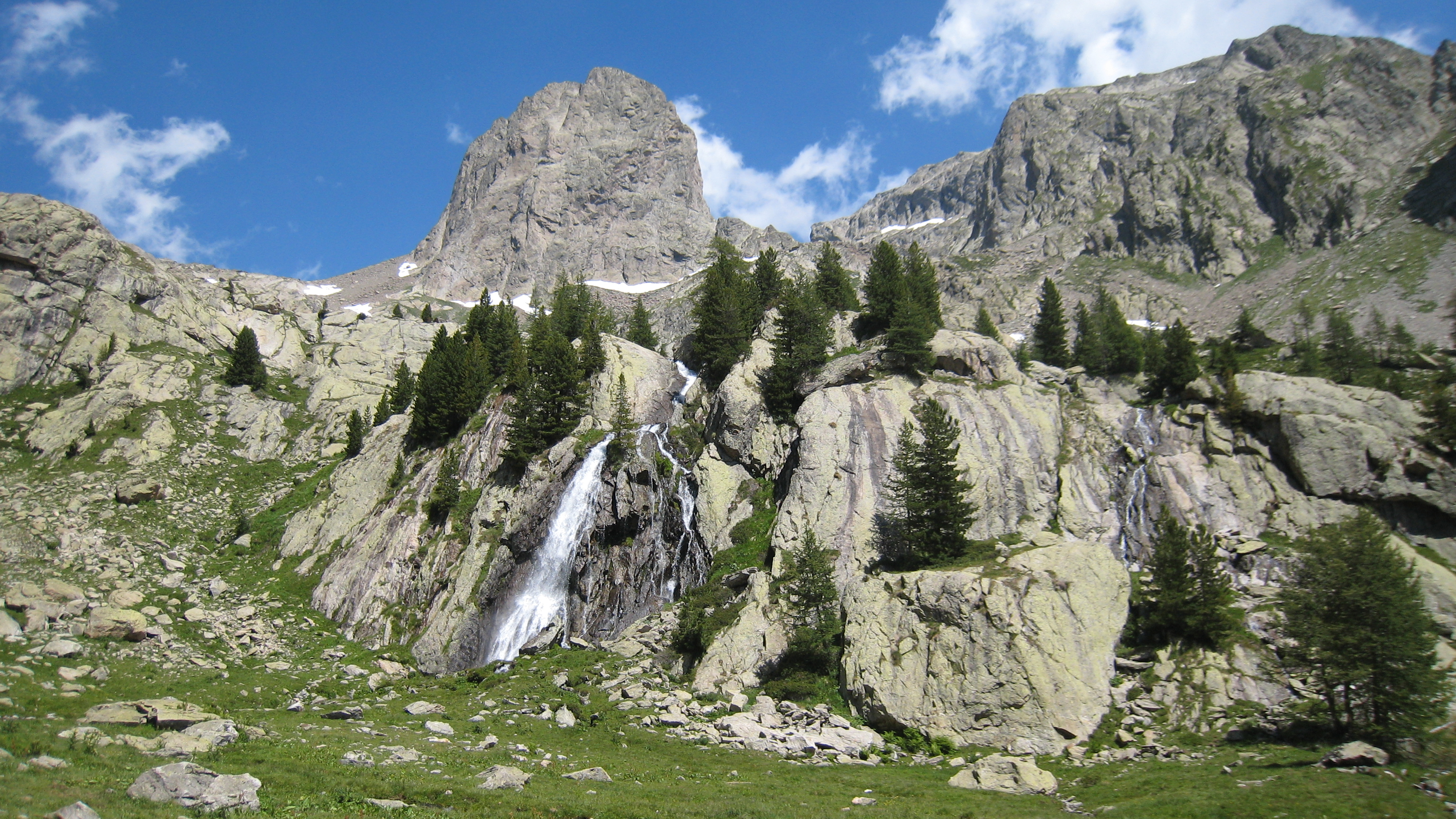
Caïres de Cougourde.

La crête la plus importante de par ses dimensions est la crête frontière qui sépare la vallée du Gesso de la France. On y trouve plusieurs sommets d'altitude remarquable tels que, de l'ouest vers l'est, sur la ligne de partage des eaux avec la Tinée :
- Mont Malinvern - 2 939 m,
- Cime de la Lause - 2 805 m,
- Tête du Claus - 2 897 m,
- Tête Margiole - 2 852 m,
- Tête des Tablasses - 2 855 m,
- Tête des Bresses - 2 824 m,
- Cime de Fremamorte - 2 730 m,
- Cime de Pagari de Salèse (Cima Pagarì), au partage des eaux entre Tinée et Vésubie - 2 678 m ;

sur la ligne de partage des eaux avec la Vésubie :
- Cime du Mercantour - 2 772 m,
- Cime Guilié - 2 999 m,
- Tête de la Ruine (Testa della Rovina) - 2 984 m,
- Cime de l'Agnel - 2 927 m,
- Caïres de Cougourde - 2 921 m,
- Cime du Lombard - 2 842 m,
- Cime du Gélas - 3 143 m ;

sur la ligne de partage des eaux avec la Gordolasque, affluent de la Vésubie :
- Cime de la Malédie - 3 059 m,
- Mont Clapier - 3 045 m ;

sur la ligne de partage des eaux avec la Roya :
- Cimes des lacs de l'Agnel - 2 852 m,
- Cime de Vernasque - 2 849 m,
- Cime Scandaillière (Cima della Scandeiera) - 2 705 m,
- Cime du Sabion - 2 610 m,
- Roche de l'Abisse - 2 755 m.

La ligne de partage des eaux avec la vallée de la Stura di Demonte, qui délimite la vallée du Gesso au nord-ouest, part du mont Malinvern ; on y trouve en descendant, en suivant le côté est du vallone di Riofreddo de la vallée de la Stura :
- les Cime di Valrossa - 2 909 m pour la plus haute,
- Rocca la Paur - 2 972 m,
- Rocca Pan Perdù - 2 956 m ;

puis sur la crête nord du vallone della Meris :
- Cima Gorgia Cagna - 2 718 m,
- Monte Vintabren - 2 611 m,
- Monte Bourel - 2 468 m.

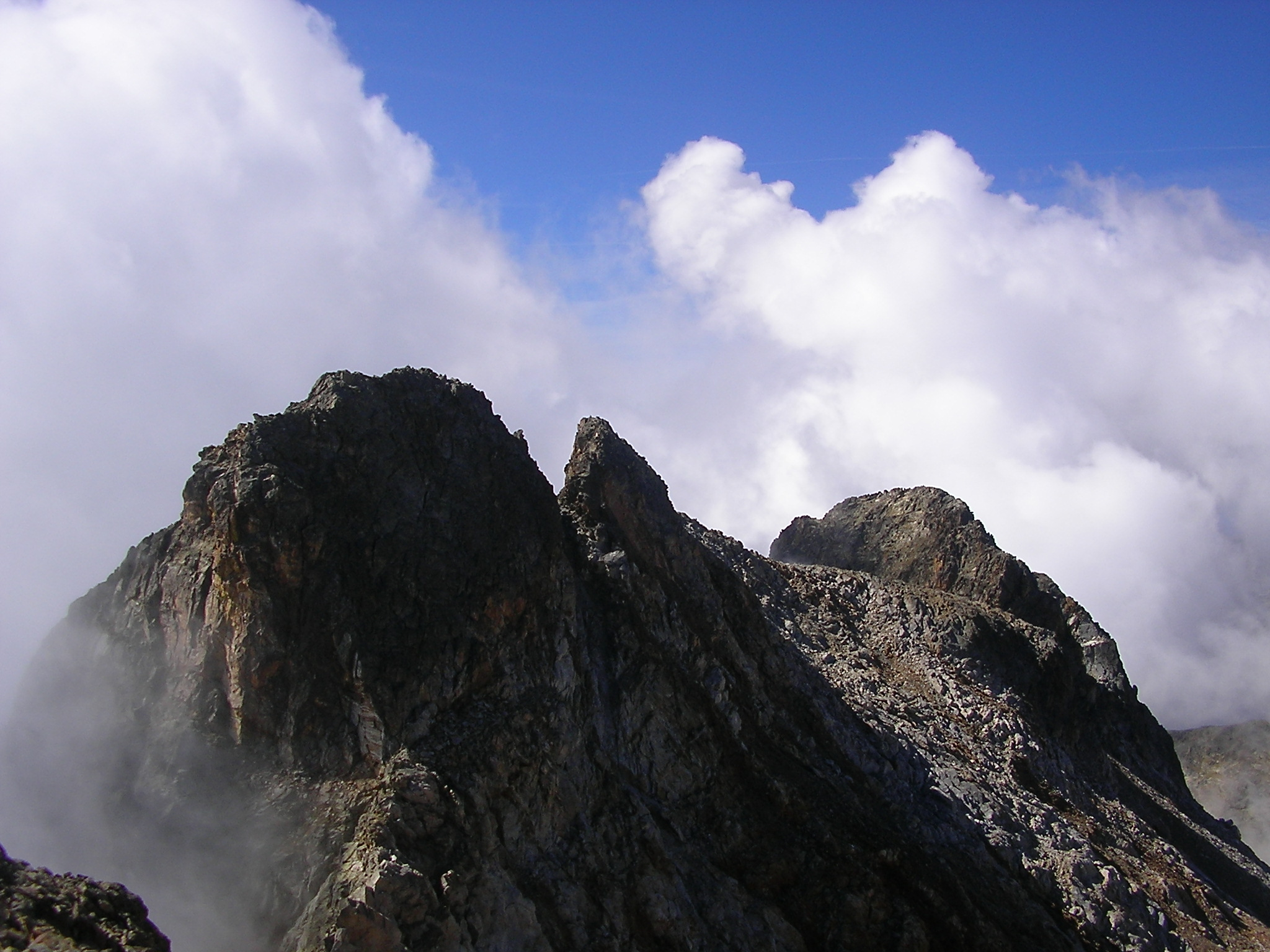
Le sommet central du Monte Matto.

Des sommets importants sont aussi présents sur les lignes de partage des eaux internes à la vallée du Gesso. Partant de la ligne de partage des eaux précédente à la Rocca la Paur, la crête sud du vallone della Meris le sépare du vallone di Valasco et de la vallée du Gesso della Valletta, et on y trouve en allant vers l'est en direction du débouché du vallone della Meris à Sant'Anna di Valdieri :
- Rocca di Valmiana - 3 006 m,
- Monte Matto avec ses quatre pointes - 3 097 m pour la plus haute,
- Cima del Latous - 2 744 m.

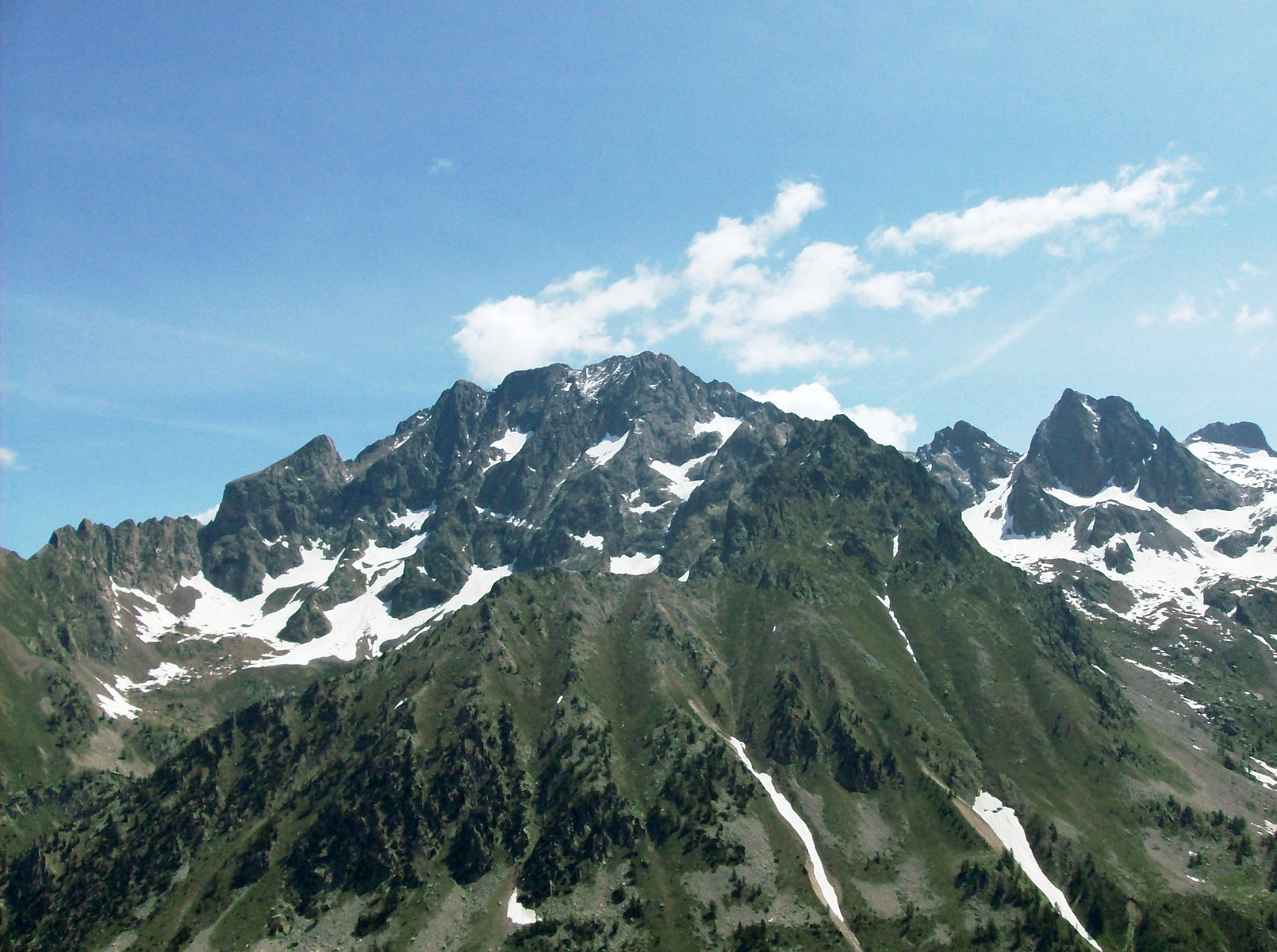
La crête de l'Argentera du Corno Stella à la Cima di Nasta. Au premier plan, la Madre di Dio.

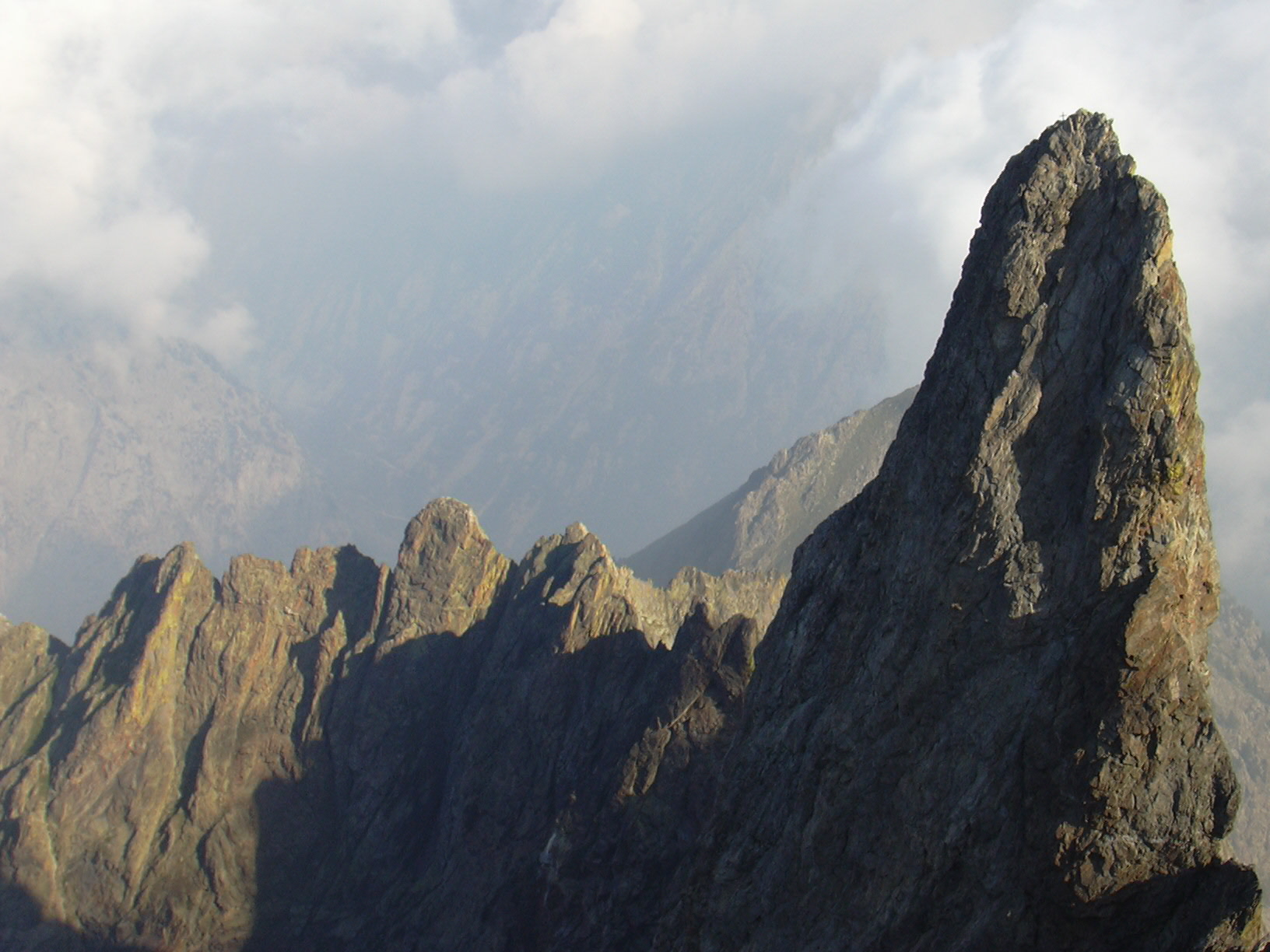
Le Corno Stella vu du sud-est.

Plus à l'est, partant de la Cime Guilié (2 999 m), la crête entre les vallées du Gesso della Valletta et du Gesso di Entracque, caractérisée par le plus haut sommet du massif des Alpes maritimes, l'Argentera, présente aussi en la suivant vers l'aval :
- Cime de Brocan - 3 054 m,
- Cima del Baus - 3 067 m,
- Cima di Nasta - 3 108 m,
- Cima Paganini - 3 051 m,
- sur une crête secondaire qui part vers l'ouest:
  - Punta de Cessole - 2 915 m,
  - Madre di Dio - 2 800 m,
- Mont Argentera avec ses deux cimes - 3 297 m cime sud, 3 286 m cime nord,
- Punta Gelas di Lourousa - 3 261 m,
  - sur une crête secondaire qui part de cette dernière vers le nord-ouest, Corno Stella - 3 050 m,
- Monte Stella - 3 262 m ;

puis au-delà du colle del Chiapous :
- Monte Oriol - 2 943 m, et le groupe des Aste qu'il forme avec la crête secondaire qui en part vers le nord-ouest :
  - Cima Mondini - 2 915 m,
  - Asta Soprana - 2 948 m,
  - Asta Sottana - 2 850 m,
- Cima della Vagliotta - 2 548 m,
- Cima del Lausetto - 2 687 m.

Un peu plus à l'est, sur la ligne de partage des eaux entre le valle della Rovina et le valle Gesso della Barra, qui part de la Cime de l'Agnel (2 927 m), on trouve en descendant :
- Pointe de la Vallette - 2 848 m,
- Punta Fenestrelle - 2 701 m,
- Punta Ciamberline - 2 792 m,
- Punta Laura - 2 601 m,
- Cima della Valletta - 2 549 m.

Toujours plus à l'est, sur la ligne de partage des eaux entre le valle Gesso della Barra et le vallone di monte Colombo, qui part de la Cime du Gélas (3 143 m), on trouve :
- Punta della Siula - 2 672 m.

Encore plus à l'est, la ligne de partage des eaux entre le valle Gesso della Barra et le vallone del Bousset part de la Cime de Vernasque (2 849 m) ; on y trouve en descendant :
- une autre Cima della Valletta - 2 787 m,
- Monte Carbonè - 2 873 m,
- Punta Savina - 2 821 m,
- Punta del Baus - 2 779 m,
- Punta della Rua - 2 779 m,
- Monte Aiera - 2 713 m.

Enfin, la ligne de partage des eaux avec le val Vermenagna, qui délimite la vallée du Gesso à l'est, part de la Roche de l'Abisse (2 755 m) ; on y trouve en allant vers l'aval :
- Monte Colombo - 2 261 m,
- Monte Pianard - 2 306 m,
- Monte Bussaia - 2 451 m.

### Cols
De nos jours, la vallée ne présente pas de cols carrossables. Les principaux cols accessibles à pied qui relient la vallée du Gesso aux vallées avoisinantes sont, de l'ouest vers l'est :
- Vers le vallone di Riofreddo dans la vallée de la Stura di Demonte :
  - colletto di Valscura - 2 520 m.
- Vers la vallée de la Tinée :
  - baisse du Druos - 2 628 m,
  - pas des Portettes - 2 598 m,
  - pas du Préfouns - 2 620 m,
  - col de Frémamorte - 2 615 m.
- Vers la vallée du Boréon qui rejoint la vallée de la Vésubie :
  - col de Cerise (colle di Ciriegia) - 2 543 m,
  - col de la Ruine (passo della Rovina) - 2 724 m.
- Vers la vallée de la Vésubie dans le vallon de la Madone de Fenestre :
  - col de Fenestre - 2 474 m. Il se trouve au fond du valle Gesso della Barra au sud d'Entracque ; on peut atteindre le col par le sentier M11[2]. Par le passé, le col jouait un rôle de communication très important, sur le trajet de la route du sel entre la plaine du Pô et la mer Ligure. De l'autre côté se trouve le sanctuaire de la Madone de Fenestre, attesté dès le VIe siècle, où les voyageurs pouvaient reprendre leurs forces, et le vallon de la Madone de Fenestre au débouché duquel se trouve le village de Saint-Martin-Vésubie.
- Vers le vallon de Casterino qui rejoint la vallée de la Roya :
  - col du Sabion - 2 328 m. Il s'ouvre au fond du vallone del Sabbione ; on peut l'atteindre par les sentiers M5 et M23[2]. Via le vallon de Valmasque au-dessus du vallon de Casterino, c'est aussi un accès à la vallée des Merveilles.
- Vers le hameau de Palanfrè dans le val Vermenagna :
  - passo della Mena ou colle Frisson - 2 197 m,
  - colle della Garbella - 2 170 m.

Étant donné les particularités orographiques et morphologiques de la vallée, il y a aussi de nombreux cols intérieurs qui mettent en communication les divers embranchements de la vallée principale. Les principaux sont, globalement de l'ouest vers l'est :
- entre le vallone della Meris et le vallone di Valasco : colle della Paur - 2 890 m, colle di Valmiana - 2 922 m,
- entre le vallone di Valasco et la valle della Valletta : colle di Valasco - 2 429 m,
- entre la valle della Valletta et la valle della Rovina : pas Brocan - 2 892 m, passo dei Detriti - 3 122 m,
- entre le vallone di Lourousa et le vallone della Miniera : passaggio del Punto Nodale - 2 850 m,
- entre le vallone di Lourousa et le vallone del Chiapous : colle del Chiapous - 2 526 m,
- entre la valle della Rovina et la valle Gesso della Barra : colle di Fenestrelle - 2 463 m,
- entre la valle Gesso della Barra et la valle di monte Colombo : passaggio dei ghiacciai del Gelàs - 2 750 m,
- entre la valle di monte Colombo et le vallone del Sabbione : colle del Vei del Bouc - 2 620 m,
- entre la valle di monte Colombo et le vallone dell'Ischietto : passo di monte Carbonè - 2 730 m,
- entre la valle Gesso della Barra et le vallone di Bousset : passo di valle Steira - 1 515 m,
- entre le valle Gesso di Entracque et la valle Roaschia : passo del Van - 1 761 m.

## Histoire

### Antiquité
La vallée du Gesso fut probablement habitée dès l'époque préromaine par les Ligures Apuani (Liguri montani), vaincus et assujettis par les Romains en 14 av. J.-C.. La vallée présentait à l'époque un intérêt stratégique et commercial considérable, du fait de la présence de la voie du col de Fenestre (route du sel), importante voie de communication entre la côte et la plaine du Pô citée même par le géographe grec Strabon. La vallée du Gesso fut réunie au municipe de Pedona (aujourd'hui Borgo San Dalmazzo), et il s'y construisit probablement des colonies romaines,.
Le christianisme commença à pénétrer dans la vallée vers le milieu du IIIe siècle, avec la prédication de Saint Dalmas de Pedona.

### Moyen Âge
Vers l'an 600 arrivèrent des moines bénédictins qui fondèrent l'abbaye de Pedona, et celle-ci prit le contrôle de toutes les terres de la vallée,. En 901, l'empereur Louis III fit don de l'abbaye et des terres dépendant de celle-ci à l'évêque d'Asti,. À cette époque, la vallée fut la cible d'incursions sarrasines.
Au XIIIe siècle, après être brièvement restée sous le contrôle du marquisat de Saluces, la vallée passa sous la seigneurie des Anjou, qui avaient créé un comté au Piémont avec Coni pour chef-lieu,. C'est à peu près à cette période que les villages de la vallée se constituent en communes libres ; elles reconnaissent la juridiction de l'abbaye de Pedona, mais jouissent d'une liberté et d'une autonomie larges,,,.
Au XIVe siècle, la vallée passa sous le contrôle d'Amédée VI de Savoie, le « Comte Vert », qui la céda en fief au marquis Carlo di Ceva en 1373,. La vallée revint sous le contrôle direct de la maison de Savoie en 1424, et suivit la destinée du duché jusqu'au traité de Cateau-Cambrésis en 1559,.
À cette époque, la vallée jouit d'une certaine tranquillité. Au XIVe siècle, il est signalé une circulation importante, aussi bien civile que militaire, sur la route du col de Fenestre. À la fin du XVe siècle, on signale une présence accrue de l'Église vaudoise.

### Époque moderne
La peste de 1630-1631 fait de nombreuses victimes dans la vallée. En ces mêmes années, Valdieri et Entracque furent érigés en nouveaux fiefs, tandis que Roaschia le sera plus tard vers la fin du XVIIe siècle,,.

### Époque contemporaine
Après la Révolution française de 1789, la vallée voit diverses activités militaires. En 1793, les troupes savoyardes stationnent longuement dans la vallée, et en 1798 c'est au tour des troupes napoléoniennes de descendre du col de Fenestre. La vallée est annexée à la France,. Les troupes françaises s'adonnent à des razzias et à des pillages, tandis que les autorités françaises s'engagent en particulier dans la lutte contre la contrebande. Avec la Restauration de 1814, la vallée revient sous le contrôle de la maison de Savoie.
Le XIXe siècle voit la vallée frappée de plusieurs catastrophes naturelles, et en particulier plusieurs inondations. En 1855, le roi Victor-Emmanuel II visite la vallée et est très impressionné par ses caractéristiques. En 1857, les communes d'Entracque et Valdieri cédèrent au roi les droits de chasse sur les territoires communaux : c'est ainsi qu'est créée la « réserve royale de chasse », qui avec le temps deviendra l'actuel parc naturel des Alpes maritimes,,,. La présence de la famille royale entraîne une grande effervescence économique : les Terme di Valdieri sont construits, ainsi que de nombreuses maisons de chasse, et les Savoie viennent très souvent en vacances d'été dans la vallée, apportant des bénéfices considérables à l'économie locale. La reine Hélène se distingua en ce sens, elle s'engagea beaucoup dans des initiatives bénéfiques à la vallée.
En 1928, l'unité administrative de la vallée est interrompue, avec l'incorporation du territoire de Roaschia à la commune de Roccavione ; la commune de Roaschia deviendra indépendante en 1946.
Pendant la Seconde Guerre mondiale, la vallée est concernée par les activités des partisans et par les ratissages correspondants des troupes de l'Axe.
Après la Seconde Guerre mondiale, l'économie de la vallée subit d'importantes transformations. Les activités traditionnelles agricoles et pastorales perdirent de l'importance en proportion, et il s'amorça un phénomène d'appauvrissement qui entraîna progressivement un flux migratoire, avec pour conséquence le dépeuplement des vallées. Plusieurs activités industrielles s'installèrent sur le territoire de la vallée, parmi lesquelles les carrières des sociétés Italcementi et Buzzi-Unicem ; par contre il se produisit une baisse du flux touristique, surtout dans la vallée de Roaschia. À partir de la fin des années 1960, on commença la construction de la centrale hydroélectrique d'Entracque, qui apporta de nouveaux emplois à la vallée. Depuis les années 1980, on assiste à une relance de l'activité touristique, avec la création du parco naturale dell'Argentera (devenu ensuite parc naturel des Alpes maritimes), l'intensification de la gestion des refuges, le passage de l'itinéraire de randonnée de la Grande Traversata delle Alpi (Grande traversée des Alpes) d'abord et de la Via Alpina ensuite, et la récupération à visée touristique des vieilles structures de la réserve royale, comme par exemple la maison de chasse du vallon de Valasco, restaurée et réutilisée comme refuge (refuge Valasco).

## Culture

### Langue
La vallée du Gesso fait partie des vallées occitanes du Piémont où l'occitan est parlé. Le dialecte local présente certaines particularités,.

### Manifestations
La tradition des parlate d'Entracque revêt un grand intérêt historique et culturel. Il s'agit d'une représentation sacrée qui met en scène la passion et la mort de Jésus-Christ. Cette tradition a des origines très anciennes, même médiévales selon certaines sources, tandis que selon d'autres sources elle pourrait remonter à l'époque des tentatives d'implantation de l'Église vaudoise (fin du XVe siècle) ou même à la Contre-Réforme (XVIe siècle). L'événement, qui occupe tout le village pour une longue période, a lieu tous les 5 ans, de façon analogue à la baìo de Sampeyre (qui, elle, commémore l'expulsion des Sarrasins), et aura lieu pour la prochaine fois à l'occasion de Pâques en 2015,.

### Musées
La commune de Valdieri héberge plusieurs musées destinés à préserver et à rappeler les traditions locales. Dans le chef-lieu de la commune, on trouve un musée du seigle, un musée ethnographique, ainsi que le musée des métiers anciens.

### Gastronomie
La cuisine de la vallée est très liée à l'environnement montagnard. Parmi les produits typiques, on relève plusieurs fromages (ricotta, tomino, brus, et le Castel Ariund, fromage local), le miel et les pommes de terre. Les plats typiques de la zone sont à base de ces ingrédients, auxquels s'ajoutent la polenta de sarrasin, les produits du jardin, et d'autres dérivés du lait, comme la crème.

## Économie

### Industrie
La présence de grandes quantités de calcaire et de schiste argileux a créé un environnement favorable à l'installation de quelques cimenteries.
L'usine Italcementi de Borgo San Dalmazzo, fondée en 1941 et en activité depuis 1947, utilise le matériau provenant de deux carrières dans la commune de Valdieri : une carrière de calcaire à monte Cros près du village d'Andonno, et une carrière de schiste argileux Terra Rossa à Madonna Bruna. Le transport du matériau de la carrière de monte Cros à l'usine se fait au moyen d'un téléphérique, réduisant ainsi la circulation de camions sur le territoire de la vallée.
Il y a aussi dans la vallée de Roaschia deux carrières de calcaire de l'usine Buzzi Unicem (autrefois Presacementi) de Robilante, en activité depuis 1965. Dans ce cas, le matériau voyage vers l'usine sur un convoyeur à bande dans un tunnel de service. L'une des carrières, désormais épuisée, a fait l'objet d'une réhabilitation environnementale, permettant de profiter à nouveau de la zone. L'ouverture d'une troisième carrière est prévue, cependant une partie de la population locale y est opposée.

### Énergie

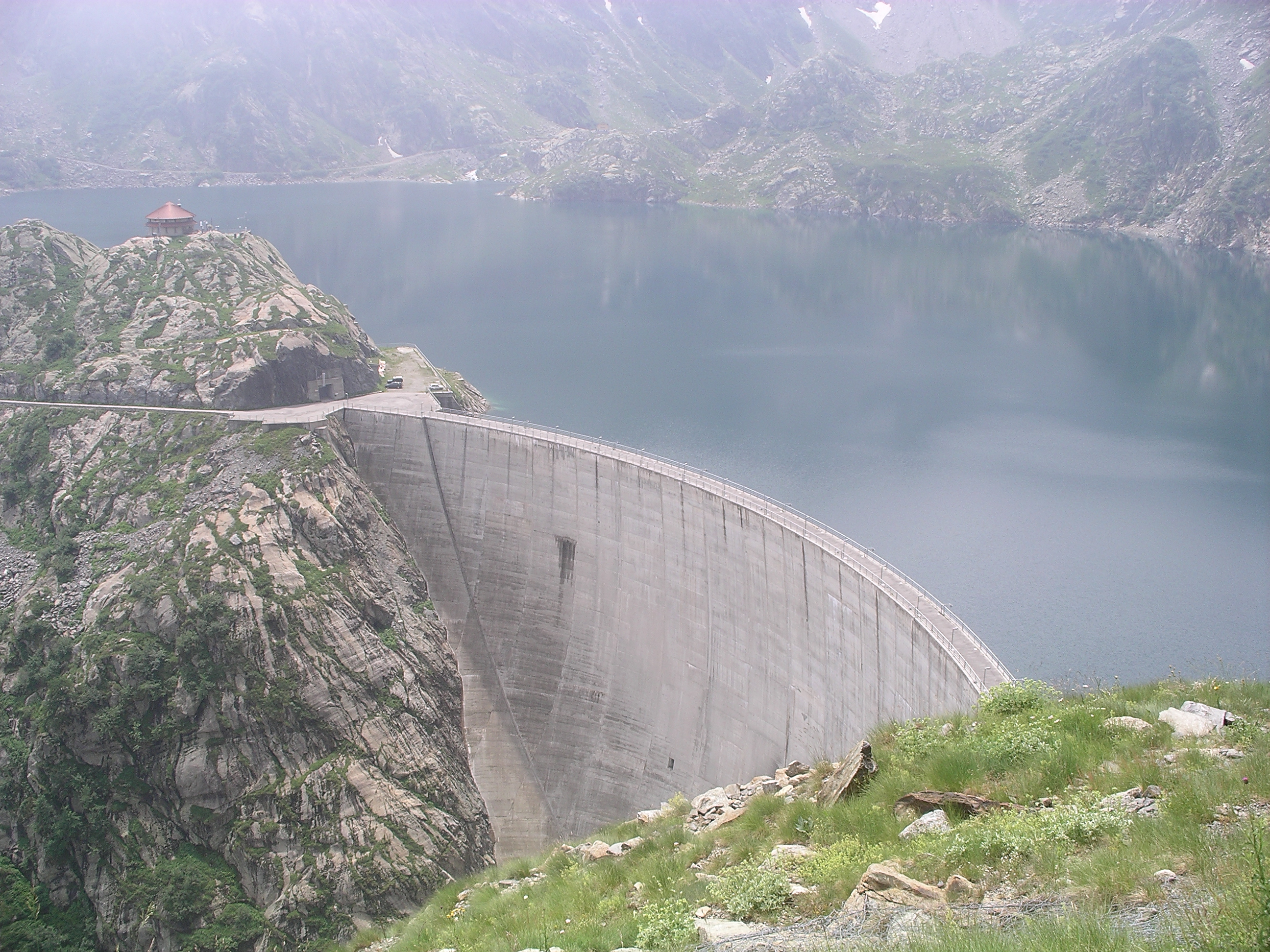
Le barrage del Chiotas

C'est à Entracque que se trouve la plus grande centrale centrale hydroélectrique d'Italie, la centrale Luigi Einaudi. Propriété de l'Enel, la centrale est entrée en fonction en 1982, mais les travaux de construction avaient débuté en 1969. Elle utilise l'eau du torrent Gesso di Barra, au moyen de trois réservoirs :
- lac della Piastra, bassin artificiel à proximité du village d'Entracque, formé par le barrage della Piastra
- lac della Rovina, bassin naturel dans la haute vallée de la Rovina
- lac del Chiotas, bassin artificiel dans la cuvette du Chiotas, au pied du mont Argentera, formé par les deux barrages del Chiotas et di colle Laura.

La centrale est en mesure de fournir 1 200 MW de puissance électrique, et peut être visitée sur réservation.

### Tourisme
La vallée du Gesso offre différentes possibilités au touriste.
Dans la commune de Valdieri, on trouve l'établissement thermal des Terme di Valdieri, ouvert durant la période estivale.
Dans la commune de Roaschia, il y a d'intéressants phénomènes karstiques. Plusieurs grottes sont facilement accessibles depuis le chef-lieu de la commune ; leur visite exige tout de même une préparation adéquate et de l'équipement.
Une partie du territoire des communes d'Entracque et Valdieri est incluse dans le parc naturel des Alpes maritimes, héritier de l'ancienne « réserve royale de chasse » et des précédents « parc naturel de l'Argentera » et « réserve de la forêt et des lacs de Palanfrè ». Le parc offre des possibilités très intéressantes en ce qui concerne la nature et les paysages. Parmi celles-ci, une particularité est la réserve naturelle spéciale Juniperus phoenicea de la rocca San Giovanni, au nord du village de Valdieri. Cette zone a une microclimat particulier, analogue à celui des côtes méditerranéennes ; ceci, ajouté aux caractéristiques pédologiques du sol, en fait un lieu idéal pour la prolifération du genévrier de Phénicie, qui est justement une plante typique de la végétation méditerranéenne.
La présence du parc et la situation orographique remarquable mettent à la disposition du visiteur un excellent territoire de randonnée pédestre et d'alpinisme. Ces activités sont favorisées par les nombreux refuges présents sur le territoire de la vallée : en allant globalement de l'ouest vers l'est,
- refuge Livio Bianco - 1910 m,
- refuge Questa - 2338 m,
- refuge Valasco - 1750 m,
- refuge Regina Elena - 1850 m,
- refuge Remondino - 2430 m,
- refuge Lorenzo Bozano - 2453 m,
- refuge Morelli-Buzzi - 2350 m,
- refuge Genova-Figari - 2015 m,
- refuge Soria Ellena - 1840 m,
- refuge Pagarì - 2627 m.